# Румлуки
Румлуки (греч. Ρουμλούκι, макед. Урумлак) — историческая область в Греции. Включает в себя часть Салоникской равнины (Камбании), которую пересекает река Альякмон, в восточной части периферийной единицы Иматия в периферии Центральная Македония. Область Румлуки включает в себя общину Александрия, восточную часть общины Верия и северную часть общины Дион-Олимбос. Область простирается на юге до северных склонов гор Пиерия, на севере до места, где находилось озеро Яницы, ныне осушенное, на западе — до восточных склонов Вермиона и города Верия, на востоке — до реки Карасмак (Лудиас), устья рек Альякмон и Аксьос (Вардар) и залива Термаикос.
Название «Румлуки» было дано османскими завоевателями в XIV—XV вв. от тур. rumluk «место, населённое греками» от rum «грек» и суффикса -luk, который образует от именных основ имена существительные и прилагательные.
Деревни, которые входили в Румлуки:  Йидас (Александрия), Мелики, Корифи, Схинас, Нихори (Неохорион), Ресина (Врисакион), Нисион, Катафиги (Καταφύγι, упразднена в 1928 году), Триховиста (Камбохорион), Скилици (Палеон-Скилицион), Кавасила, Ставрос, Ксехазмени, Рапсоманикион, Позаритес (Кефалохорион), Эпископи, Лутрос, Капсохора (Καψοχώρα, упразднена в 1961 году), Палеохора, Ниселион, Ниселудион, Трикала, Карья (Καρυά, упразднена в 1928 году), Плати, Лиановерьон, Гридзали (Анкатия), Неохоропулон(Νεοχωρόπουλον, упразднена в 1961 году), Продромос, Неокастрон, Вултиста (Ливадион), Мега-Аламборо (Прасинада), Микро-Аламборо (Кидонея), Миловос (Мегали-Ефира), Кулура, Диаватос, Микрогузи (Макрохорион), Меци (Меси), Амос, Садена (Σάδενα, Карави, Καράβι, упразднена в 1940 году), Ераки (Γεράκι, упразднена в 1940 году), Маврангели (Μαυραγγέλι, упразднена в 1928 году), Барбес-Кутлес (Вергина), Трихловон (Трилофия), Свиниста (Σφήνιστα, Сфина, Σφήνα), Клиди, Калиани (Κάλιανη, Алорос, Άλωρος, упразднена в 1991 году), Цинафоро (Платанос). Количество и расположение деревень менялось. Частые наводнения на реке Альякмон привели к тому, что многие деревни были заброшены или перенесены на новое место.
- Свадебный женский наряд из Румлуки
- Наряд девушки из Румлуки
- Праздничный женский наряд из Румлуки